# WackoWiki
WackoWiki是用PHP語言寫成的自由wiki軟體，並可使用MySQL或MariaDB之一作為其关系数据库管理系统，支持UTF-8和中文链接。

## 历史
WackoWiki引擎是基于早期的WakkaWiki项目（由Carlos Zottman和Hendrik Mans开发），是为小型内部网项目的协作开发而设计的。原始引擎的开发在2003年的0.1.2版本上停止了。在其基础上推出了几个（至少六个）分叉项目，其中一个是WackoWiki。